# 遠藤祐里香
遠藤祐里香（日语：／ Endō Yurika，1994年6月24日—），是日本的前女性聲優與前歌手。

## 人物
- 東京都出身，身高157公分，血型A型。
- 遠藤祐里香在高中時期就熱衷唱歌，尤其是動畫歌，她加入了音樂社團擔任主唱。2012年她還在學時，便報名參加第六屆全日本動畫歌唱大賽（日语：全日本アニソングランプリ），並於決勝大會出場；同年參加波麗佳音主辦的聲優選拔活動，亦獲賞肯定。
- 興趣是看動畫與漫畫、聽音樂，喜歡的作品有鋼之鍊金術師及命運石之門。
- 音樂方面偏好Screamo風格，喜愛的樂團與歌手是黑崎真音、椎名林檎與色情塗鴉。
- 她也愛玩KONAMI公司所推出的實況野球系列遊戲，喜歡的球團選手是阪神虎的鳥谷敬。
- 已知會的樂器有吉他、貝斯，貌似還學過DJ。
- 2017年12月17日，遠藤祐里香因身體問題宣布將在2018年5月底停止聲優、歌手等所有演藝活動[1][2]。
- 2018年5月9日發行精選專輯，6月1日舉辦FINAL LIVE。
- 在退出演艺活动后，Twitter账号仍保留但不活跃，偶然也会在其他同行的照片中露面。

## 演出作品
※粗體字代表主要角色。

### 電視動畫
2013年
- 鑽石王牌（吉川春乃（初代））
- 斷裁分離的罪惡之剪（同級生）

2014年
- Z/X IGNITION（御影藍那[3]）
- 櫻Trick（坂井理奈、女學生）
- 電器街的漫畫店（女孩子C）
- 修業魔女璐璐萌（鯨井棚子[4]（OAD除外））
- 結城友奈是勇者（學生）

2015年
- 鑽石王牌〜Second Season〜（吉川春乃（初代））
- 吹響吧！上低音號～歡迎加入北宇治高中管樂團～（管樂社社員）

2016年
- 莉露莉露妖精（春香）
- DAYS（女孩子）

2017年
- BanG Dream!（今井莉莎（初代) ）
- 青春歌舞伎（女性廣播）
- 雛子的筆記（女性）
- 天使的3P！（紅葉谷希美[5]）

2018年
- 怪獸娘～奧特怪獸擬人化計劃～（烏英達姆）

### 網路動畫
2015年
- 動畫心療系（官越明日奈[6]）

2016年
- 怪獸娘～奧特怪獸擬人化計劃～（烏英達姆／白銀麗華[7]）

### 遊戲
2014年
- 偶像戰記（日语：アイドルクロニクル）（京極瑠璃）
- 魔都紅色幽擊隊（日语：魔都紅色幽撃隊）（曳目亭）
- 消滅都市（スミレ)

2015年
- Valiant Knights（艾蜜莉亞·斯卡雷特）
- 女武神驅動 -塞壬-（亞莉艾兒·沃修[8]）
- 絕對迎擊戰爭（日语：絶対迎撃ウォーズ）（Keeyo）
- Maiden Craft（藤野茜[9]）

2016年
- 蒼藍雷霆 鋼佛特 爪（洛洛）
- 妃十三學園（水島愛梨[10]）
- 格林筆記（賣火柴的小女孩、朱麗葉）
- 甩尾少女（植村沙代）
- 實況野球apps（片桐戀）
- 三國志物語（張飛）

2017年
- 放逐選舉（日语：追放選挙）（蓬茨莓戀[11]）
- 八月的棒球甜心（倉敷舞子[12]）
- BanG Dream! 少女樂團派對（今井莉莎[13]（初代）)
- 東京偶像計劃（日语：プロジェクト東京ドールズ）（山田[14]（初代））

## 音樂活動

### 個人單曲
|            | 發售日期       | 標題                         | 規格產品編號 | 規格產品編號 | 最高排名 | 商業搭配                     |
| 初回限定版 | 發售日期       | 標題                         | 通常版       |              | 最高排名 | 商業搭配                     |
| ---------- | -------------- | ---------------------------- | ------------ | ------------ | -------- | ---------------------------- |
| 1st        | 2014年2月5日   | モノクロームオーバードライブ | PCCG-01383   | PCCG-70199   | 41位     | 電視動畫「Z/X IGNITION」ED   |
| 2nd        | 2014年8月6日   | ふたりのクロノスタシス       | PCCG-01414   | PCCG-70218   | 55位     | 電視動畫「修業魔女璐璐萌」ED |
| 限定單曲   | 2015年11月25日 | はじまりのうた               |              | SCCG-00008   |          |                              |
| 3rd        | 2017年4月26日  | Melody and Flower            |              | PCCG-70367   | 40位     | 遊戲「追放選舉」主題曲       |

### 參與作品
| 發售日期 | 標題 | 名義 | 樂曲                                    | 商業搭配                                       |
| 2014年   | 2014年 | 2014年 | 2014年                                  | 2014年                                         |
| -------- | --- | --- | --------------------------------------- | ---------------------------------------------- |
| 4月9日   | SAKURA♪SONG ALBUM SAKURA*SAKU -桜*作- | SAKURA*TRICK〔美月（藤田咲）＆澄（麻倉桃）＆理奈（遠藤祐里香）〕                                                           | 「桜Sweet Kiss」                        | 電視動畫「櫻Trick」ED                          |
| 5月28日  | 未来へつなげ | D應P［若菜（加地綾乃）、吉川春乃（遠藤祐里香）、藤原貴子（山口立花子）、梅本幸子（花守由美里）、夏川唯（高橋花林）、A應P］ | 「未来へつなげ」                        | 電視動畫「鑽石王牌」ED 情報節目「あにむす!」ED |
| 5月28日  | 未来へつなげ | D應P［若菜（加地綾乃）、吉川春乃（遠藤祐里香）、藤原貴子（山口立花子）、梅本幸子（花守由美里）、夏川唯（高橋花林）、A應P］ | 「SMILE ON YOU」                        | 情報節目「あにむす!」OP                        |
| 2015年   | | |                                         |                                                |
| 2月4日   | 魔法少女オーバーエイジ -kawaii songs collection-                                                                                               | 島津くれは（遠藤祐里香）                                                                                                   | 「勤労少女の告白」 「All my bravery」   | 「魔法少女OverAge」角色歌                      |
| 2月22日  | Z/X -Zillions of enemy X- NC DramaCD ③「ソトゥミサ放送局 R」                                                                                   | 蝶ヶ崎ほのめ（遠藤祐里香）、麗の妙声鳥 迦陵頻伽（鈴木繪理）                                                                | 「Keeping the faith」                   | 「ソトゥミサ放送局 R」插入歌                   |
| 3月4日   | アイドルクロニクル ユニットソングシリーズ 第1弾 誓いのビジョン                                                                                 | H.Y.R［ヒナ（M・A・O）、ユリア（五十嵐裕美）、ルリ（遠藤祐里香）］                                                         | 「誓いのビジョン」                      | 遊戲「偶像戰記」角色歌                         |
| 3月4日   | アイドルクロニクル ユニットソングシリーズ 第1弾 誓いのビジョン                                                                                 | H.Y.R［ヒナ（M・A・O）、ユリア（五十嵐裕美）、ルリ（遠藤祐里香）］                                                         | 「弾けてメリーゴーランド」              | 遊戲「偶像戰記」角色歌                         |
| 3月4日   | アイドルクロニクル ユニットソングシリーズ 第1弾 誓いのビジョン                                                                                 | H.Y.R［ヒナ（M・A・O）、ユリア（五十嵐裕美）、ルリ（遠藤祐里香）］                                                         | 「Happy Smile Sunshine」                | 遊戲「偶像戰記」角色歌                         |
| 3月4日   | アイドルクロニクル ユニットソングシリーズ 第1弾 誓いのビジョン 〜RURI ver〜                                                                    | 京極瑠璃（遠藤祐里香） | 「今がいつかになる頃に」                | 遊戲「偶像戰記」角色歌                         |
| 2016年   | | |                                         |                                                |
| 5月3日   | きゃにめ限定版 ライトノベル 魔法少女オーバーエイジ「二番煎じなんてレベルじゃないっ」付属CD『魔法少女オーバーエイジ-the second brew of Magic-』 | 島津くれは（遠藤祐里香）、有馬こはく（鈴木愛奈）                                                                           | 「signs」                               | 「魔法少女OverAge」角色歌                      |
| 5月22日  | 魔法少女オーバーエイジ Single is not single II                                                                                                 | 久坂そらの（飯田里穗）、島津くれは（遠藤祐里香）                                                                           | 「Reason of birth(Sorano&Kureha ver.)」 | 「魔法少女OverAge」角色歌                      |

## 外部連結
- （日語）事務所公開簡歷
- 遠藤祐里香的X（前Twitter）